# Morava - Chropyňský luh
Morava - Chropyňský luh este o arie protejată (sit de importanță comunitară — SCI) din Republica Cehă întinsă pe o suprafață de 3.205,33 ha, integral pe uscat.

## Localizare
Centrul sitului Morava - Chropyňský luh este situat la coordonatele 49°26′17″N 17°19′30″E / 49.438056°N 17.325°E.

## Înființare
Situl Morava - Chropyňský luh a fost declarat sit de importanță comunitară în aprilie 2005 pentru a proteja 5 specii de animale.

## Biodiversitate
Situată în ecoregiunea continentală, aria protejată conține 5 habitate naturale: Liziere de ierburi înalte hidrofile de câmpie și de nivel montan până la alpin, Lacuri eutrofice naturale cu vegetație de tip Magnopotamion sau Hydrocharition, Fânețe de joasă altitudine (Alopecurus pratensis, Sanguisorba officinalis), Păduri mixte riverane de Quercus robur, Ulmus laevis și Ulmus minor, Fraxinus excelsior sau Fraxinus angustifolia, de-a lungul marilor râuri (Ulmenion minoris), Păduri aluvionare cu Alnus glutinosa și Fraxinus excelsior (Alno-Padion, Alnion incanae, Salicion albae).
La baza desemnării sitului se află mai multe specii protejate:
- amfibieni (1): triton cu creastă (Triturus cristatus)
- mamifere (1): castor (Castor fiber)
- nevertebrate (2): fluturele purpuriu (Lycaena dispar), Phengaris nausithous
- pești (1): porcușor de nisip (Romanogobio kesslerii)